# Julie Candeille
Julie Candeille (París, 31 de juliol de 1767-París, 4 de febrer de 1834) fou una compositora francesa.
Candeille, com moltes compositores de la seva època, venia d'una família musical. El seu pare, Pierre Joseph Candeille (1744-1827), era un compositor, actor i cantant de cor, on feia de baix. Candeille va desenvolupar els seus talents musicals pel cant i el clavicèmbal. També en la música de cambra, quan encara era una nena.
Als set anys va tocar en un concert davant del rei francès acompanyat de Mozart, quan encara era adolescent. Quan tenia 13 anys va actuar públicament com a cantant, pianista i arpista. Als 14 anys va residir en "La Candeur", l'allotjament dels maçons on va conèixer diversos dramaturgs, com Olympe de Gouge i altres personatges que van afavorir la seva carrera artística.
En les seves memòries explica com es va beneficiar dels seus protectors, que a la vegada la van influenciar de tal manera que als 15 anys va debutar a l'Académie royale de Musique el 27 de desembre de 1782 fent el paper principal d'Iphigénie de Gluck en Iphigénie en Aulide. Als 16 anys va fer un concert de piano, anomenat el "Concert espiritual", dedicat a Muzio Clementi. Durant aquest temps va compondre sonates, romanços, àries per a clavicèmbal i piano. Als 17 anys va fer un concert que ella mateixa havia compost. Un reporter del Mercure de France va dir: "Miss Candeille té una cara i una figura molt espectacular. És una gran compositora moderna, a més d'una gran pianista".

## Obres dramàtiques
El 1789, va agafar el personatge de l'esclava jove Mirza en L'heureux naufrage, un joc de tres actors fet per Olympe de Gouge, que denunciava les condicions de vida dels esclaus en les colònies franceses.
Va deixar la Comédie Française el 1789 i va viatjar per les províncies del nord i en aquests viatges va començar a fer les primeres composicions musicals per a teatre. En aquell temps, freqüentava molt els salons i les festes amb Robespierre.
Hi va haver el judici de Louis XVI i va rebre l'aclamació internacional. Això va impulsar que Candeille publiqués edicions d'arranjaments per a obres d'arpa i piano molt bons.

## Simons, el ciutadà
Candeille es va casar amb el doctor Laroche. Va escriure la seva segona òpera anomenada La Bayadère ou le Français à Surate. Es va representar per primera vegada el gener de 1795, però no va tenir tant d'èxit com ella esperava. Després del seu divorci amb Laroche, es va tornar a casar amb Jean Simons en 1798. En 1823, després de la mort del seu segon marit en 1821, es va casar amb el pintor Antoine-Hilaire-Henri Périé. Durant la seva vida, Candeille va ajudar la gent jove i les dones músiques.

## Treballs literaris
Candeille era sovint criticada per la seva vanitat.
Les seves obres rebien moltes crítiques dolentes als diaris de París. Candeille va compondre un total de 8 obres, de les quals només una, Catherine, ou La Belle fermière, trobem editada.
Les seves obres són:
- Catherine, ou la Belle fermière, París, any 2
- La Bayadère, ou le Français à Surate, París, any 3
- Ida, ou l'orpheline de Berlin, representada en tres actes
- Louise, ou la réconciliation
- Lydie, ou les mariages manqués, París, 1809
- Bathilde, reine des Francs, París, 1814
- Vers sur la bonté
- Justification de Julie Candeille en réponse à Audiffret
- Souvenirs de Brighton, Londres et Paris, París, 1818
- Agnès de France, ou le douzième siècle, París, 1821

## Treballs musicals
Actualment se'n ressalta la importància de la melodia i que feia servir harmonies simples. Ella apreciava molt a André Grétry, qui va ensenyar o protegir diverses dones aspirants a compositores d'òpera. Les seves obres per a teclat, que ella mateixa componia, eren molt virtuoses i inclouen: un concert per a teclat, tres sonates per a teclat (algunes amb acompanyament de violí), i un duo per a piano.
Moltes obres s'han perdut, incloent obres per a piano, sonates, duos, fantasies i variacions. Edicions modernes de concert per al piano, i tres àries de l'obertura de Catherine estan disponibles en Hildegard Publishing.
- Tres sonates per a piano, amb acompanyament de violí
- Concert per a piano i corda
- Dues sonates per a piano, opus 8 (amb el nom de Julie Simons)
- Fantasia per a piano (dedicada a Mme. Rivière)
- Nocturn per a piano (fantasia núm. 5, opus 11)